# Балтійсько-фінські народи

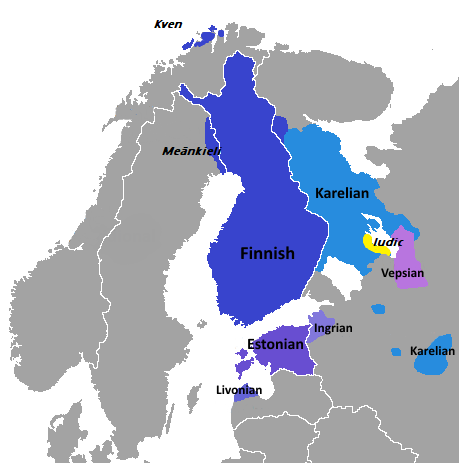
Балтійсько-фінські народи зараз

Балтійсько-фінські народи - група фінно-угорських народів, що говорять балтійсько-фінськими мовами.

## Загальні відомості
Проживають на північному заході Росії, у Латвії, Фінляндії, Норвегії та Естонії . До балтійсько-фінських народів належать:
- фіни;
- квени;
- інгерманландці;
- торнедальці (турнедальці, меянкіелі, меенмаа);
- вепси;
- карели (зокрема ліввіки, людики);
- сету;
- виру;
- ліви ;
- естонці;
- водь;
- іжора.

Крім того, можна виділити в окрему групу тоємців та їх підгрупи, ще до появи чуді, проте їхня мова вже вимерла. В Архангельській області, Пінезькому повіті, досі існує група населення, яка називає себе чуддю. Крім того, волховська чудь вважалася балтійсько фінською народністю.
При безперечності мовної генетичної спорідненості балтійсько-фінських народів, точний час їхнього розділу на окремі етноси на даний час точно не визначено. Дані археології дозволяють говорити про наявність власної матеріальної культури в усіх народів групи. Для етнічної історії балтійсько-фінських народів характерні активні культурні зв'язки всередині групи, а також з балтами, германцями та східними слов'янами. Загальний, характерний для них господарсько-культурний тип - рілле (в давнину - підсічно-вогневе) землеробство, пов'язане зі скотарством, полюванням та рибальством . Найактивніше землеробство розвивалося у південній частині ареалу, на півночі більше значення мало скотарство та полювання. Переважна більшість рибного лову було притаманно балтійско-фінським жителям східного узбережжя Балтійського моря: лівів, естонців, фінів та іжори.
За віросповіданням фіни та естонці здебільшого — лютерани; карели, вепси, іжора та водь — православні .